# Uwe Straumann
Uwe Straumann (* 26. Oktober 1977 in Giebenach) ist ein ehemaliger Schweizer Radrennfahrer.

## Sportliche Karriere
Er startete als Amateur für den Verein VC Wädenswil. Straumann gewann als Nachwuchsfahrer die Bronzemedaille im Strassenrennen der Schweizer Meisterschaften 1999. Im gleichen Jahr siegte er im Grand Prix Lancy und erhielt daraufhin einen Profivertrag bei der neugegründeten Schweizer Mannschaft Phonak Hearing Systems. In seiner ersten Saison als Berufsradfahrer erreichte er als Achter am zweiten Tag des Grand Prix Portugal Mitte März sein erstes Resultat unter den besten Zehn. Danach führte er das Team Ende April beim Circuit des Mines in Frankreich an und verpasste als Zweiter der 3. Etappe nur knapp seinen ersten Profisieg. Bereits auf dem ersten Tagesabschnitt war er zuvor Siebter geworden. Abschliessend belegte er Rang sechs im Gesamtklassement der Kurzrundfahrt.
Einen Podestplatz konnte Straumann auch in der folgenden Saison 2001 herausfahren, und zwar als Dritter in der Berner Rundfahrt hinter Danilo Hondo und Roman Peter. Daneben wurde er 19. in der Gesamtwertung der Tour de Langkawi in Malaysia und 17. auf der ersten Etappe der Dänemark-Rundfahrt. Andere gute Ergebnisse wollten sich aber nicht mehr einstellen, sodass sein Vertrag am Ende des Jahres, als sich das Team unter anderem mit dem ehemaligen Weltmeister Oscar Camenzind verstärkte, nicht verlängert wurde. Daraufhin beendete Straumann seine Laufbahn als Berufsradfahrer.

## Erfolge
1999
- Dritter bei den Schweizer Nachwuchsmeisterschaften (Strassenrennen)